# Een aanbod dat je niet kunt afslaan
Een aanbod dat je niet kunt afslaan is een hoorspel van Rudolf Schlabach. Ein Angebot, das mann nicht ausschlagen kann werd op 30 november 1974 door de Sender Freies Berlin uitgezonden. Willy Wielek-Berg vertaalde het en de VARA zond het uit op woensdag 20 oktober 1976, van 16:03 uur tot 17:00 uur. De regisseur was Ad Löbler.

## Rolbezetting
- Hans Veerman (Kordes)
- Gerrie Mantel (zijn vrouw)
- Frans Somers (Mönkemeier)

## Inhoud
De journalist Dieter Kordes krijgt bezoek van de lokale politicus Mönkemeier, wiens partij Wellheim bestuurt met een comfortabele meerderheid. Na wat woorden van lof komt Mönkemeier ter zake: of het niet gepast zou zijn z’n partijgenoot Stehmann te bekritiseren wegens diens gebrek aan daden op bepaalde gebieden en op te merken dat hij, Mönkemeier, de dingen beter zou aanpakken. Algauw wordt duidelijk dat Kordes het aanzien van Mönkemeier in zijn artikels moet bevorderen en Stehmanns aanzien schade moet toebrengen. Als loon zou hij een stuk grond op een heel mooie plek voor de helft van de prijs krijgen. Kordes had als kersverse vader de hoop op een eigen huisje al bijna opgegeven...